# Thracia lincolnensis
Thracia lincolnensis is een tweekleppigensoort uit de familie van de Thraciidae. De wetenschappelijke naam van de soort is voor het eerst geldig gepubliceerd in 1907 door Verco.